# Виньяс, Федерико
Федери́ко Себастья́н Ви́ньяс Барбо́са (исп. Federico Sebastián Viñas Barboza; родился 30 июня 1998 года, Монтевидео, Уругвай) — уругвайский футболист, нападающий мексиканского клуба «Леон» и сборной Уругвая. Выступает на правах аренды за клуб «Реал Овьедо».

## Клубная карьера
Виньяс — воспитанник клуба «Хувентуд Лас-Пьедрас». 7 апреля 2018 года в матче против «Сентраль Эспаньол» он дебютировал в уругвайской Сегунде. 12 мая в поединке против «Рентистас» Федерико сделал «дубль», забив свои первые голы за «Хувентуд». По итогам сезона Виньяс помог клубу выйти в элиту. 16 февраля 2019 года в матче против столичного «Феникса» он дебютировал в уругвайской Примере. Летом того же года Федерико на правах аренды перешёл в мексиканскую «Америку». 15 сентября в матче против УНАМ Пумас он дебютировал в мексиканской Примере. В этом же поединке Федерико забил свой первый гол за «Америку».

## Клубная статистика
| Клуб                      | Сезон      | Лига             | Лига  | Лига | Кубок | Кубок | Континент | Континент | Другое | Другое | Итог  | Итог |
| Клуб                      | Сезон      | Дивизион         | Матчи | Голы | Матчи | Голы  | Матчи     | Голы      | Матчи  | Голы   | Матчи | Голы |
| ------------------------- | ---------- | ---------------- | ----- | ---- | ----- | ----- | --------- | --------- | ------ | ------ | ----- | ---- |
| Хувентуд Лас-Пьедрас      | 2018       | Второй дивизион  | 20    | 6    | —     | —     | —         | —         | —      | —      | 20    | 6    |
| Хувентуд Лас-Пьедрас      | 2019       | Премьер-дивизион | 20    | 5    | —     | —     | —         | —         | —      | —      | 20    | 5    |
| Хувентуд Лас-Пьедрас      | Итог       | Итог             | 40    | 11   | —     | —     | —         | —         | —      | —      | 40    | 11   |
| Америка (Мехико) (аренда) | 2019/20    | Лига МХ          | 15    | 8    | —     | —     | 5         | 0         | —      | —      | 20    | 8    |
| Америка (Мехико)          | 2020/21    | Лига МХ          | 33    | 7    | —     | —     | 5         | 3         | —      | —      | 38    | 10   |
| Америка (Мехико)          | 2021/22    | Лига МХ          | 12    | 1    | —     | —     | —         | —         | —      | —      | 12    | 1    |
| Итог                      | Итог       | Итог             | 45    | 8    | 0     | 0     | 5         | 3         | 0      | 0      | 50    | 11   |
| Общий итог                | Общий итог | Общий итог       | 100   | 27   | 0     | 0     | 10        | 3         | 0      | 0      | 110   | 30   |

1. 1 2  Матч(и) в Лиге чемпионов КОНКАКАФ